# داهفة النجيليات
دَاهِفة النجيليات هو فطر من جنس الداهفة موجود في جنوب أستراليا والشرق الأوسط وأوروبا. يركب الزروع وجميع النباتات النجيلية فيعطبها ويمنعها من الإسبال.